# Nkolembonda
Nkolembonda est un village du Cameroun situé dans la région du Sud et le département de l'Océan, sur la route qui relie Akom II à Kribi. Il fait partie de la commune de Niété.

## Population
En 1967, la population était de 107 habitants, principalement des Boulou. Lors du recensement de 2005, on y dénombrait 235 personnes.